# Дмитрівська сільська рада (Прилуцький район)
Дмитрівська сільська́ ра́да — адміністративно-територіальна одиниця та орган місцевого самоврядування у Прилуцькому районі Чернігівської області. Адміністративний центр — село Дмитрівка.

## Загальні відомості
Жовтнева сільська рада утворена у 1927 році.
- Територія ради: 21,051 км²
- Населення ради: 661 особа (станом на 2001 рік)

## Населені пункти
Сільській раді були підпорядковані населені пункти:
- с. Дмитрівка
- с. Світанкове

## Склад ради
Рада складалася з 12 депутатів та голови.
- Голова ради: Степаненко Микола Олександрович
- Секретар ради: Зозуля Ганна Григорівна

### Керівний склад попередніх скликань
| Прізвище, ім'я, по батькові     | Основні відомості                                                 | Дата обрання | Дата звільнення |
| ------------------------------- | ----------------------------------------------------------------- | ------------ | --------------- |
| Степаненко Микола Олександрович | Сільський голова, 1968 року народження, освіта вища               | 26.03.2006   | 31.10.2010      |
| Степаненко Микола Олександрович | Сільський голова, 1968 року народження, освіта вища, безпартійний | 31.10.2010   |                 |

Примітка: таблиця складена за даними сайту Верховної Ради України

### Депутати
За результатами місцевих виборів 2010 року депутатами ради стали:

#### За суб'єктами висування
| Суб'єкт висування            | Кількість обраних депутатів | %    |
| ---------------------------- | --------------------------- | ---- |
| Самовисування                | 10                          | 83,3 |
| Соціалістична партія України | 2                           | 16,7 |

#### За округами
| № округу                     | Прізвище, ім'я, по батькові  | Дата визнання обраним | Освіта  | Партійна приналежність             | Відомості про обраного депутата                       |
| ---------------------------- | ---------------------------- | --------------------- | ------- | ---------------------------------- | ----------------------------------------------------- |
| Соціалістична партія України |                              |                       |         |                                    |                                                       |
| 10                           | Рудовська Тетяна Михайлівна  | 01.11.2010            | середня | член Соціалістичної партії України | Прилуцький терцентр, соціальний працівник             |
| 12                           | Зозуля Ганна Григорівна      | 01.11.2010            | середня | член Соціалістичної партії України | Жовтнева сільськарада, секретар                       |
| Самовисування                |                              |                       |         |                                    |                                                       |
| 1                            | Тебенко Надія Іванівна       | 01.11.2010            | середня | позапартійна                       | Жовтнева загальноосвітня школа І-ІІ ст., техпрацівник |
| 2                            | Чорна Галина Михайлівна      | 01.11.2010            | середня | позапартійна                       | пенсіонер                                             |
| 3                            | Кубрак Дарія Григорівна      | 01.11.2010            | вища    | позапартійна                       | Жовтнева сільська рада, головний бухгалтер            |
| 4                            | Лозова Галина Володимирівна  | 01.11.2010            | вища    | позапартійна                       | пенсіонер                                             |
| 5                            | Коваль Наталія Миколаївна    | 01.11.2010            | вища    | позапартійна                       | Жовтнева загальноосвітня школа І-ІІ ст., директор     |
| 6                            | Панченко Ігор Олександрович  | 01.11.2010            | вища    | позапартійний                      | Жовтнева загальноосвітня школа І-ІІ ст., вчитель      |
| 7                            | Гузь Лідія Володимирівна     | 01.11.2010            | середня | позапартійна                       | пенсіонер                                             |
| 8                            | Тищенко Григорій Іванович    | 01.11.2010            | середня | позапартійний                      | СТОВ"Прилуччина", тракторист                          |
| 9                            | Фесюра Олександр Вікторович  | 01.11.2010            | вища    | позапартійний                      | тимчасово не працює                                   |
| 11                           | Глущенко Сергій Анатолійович | 01.11.2010            | середня | позапартійний                      | СТОВ"Прилуччина, головний інженер                     |